# Buchholterberg
Buchholterberg es una comuna suiza del cantón de Berna, situada en el distrito administrativo de Thun. Limita al norte con las comunas de Oberdiessbach y Linden, al este con Röthenbach im Emmental y Wachseldorn, al sur con Unterlangenegg y Fahrni, y al oeste con Bleiken bei Oberdiessbach.
Hasta el 31 de diciembre de 2009 situada en el distrito de Thun.